# روبرت فيشر (سياسي)
روبرت فيشر (بالإنجليزية: Robert Fisher)‏ هو سياسي أمريكي، ولد في 3 يونيو 1925 في جونسون سيتي في الولايات المتحدة. حزبياً، نشط في الحزب الجمهوري. وقد انتخب عضو مجلس نواب تينيسي (1975 – 1980).